# Nagroda za dźwięk na Festiwalu Polskich Filmów Fabularnych
Nagroda za dźwięk na Festiwalu Polskich Filmów Fabularnych przyznawana jest od 1975 r.
Najwięcej, czterokrotnie nagrodę tę otrzymał Mariusz Kuczyński; trzykrotnie tę nagrodę otrzymali: Jerzy Blaszyński, Bartosz Putkiewicz, Marcin Kasiński i Kacper Habisiak. Po dwa razy nagrodzeni zostali: Marek Wronko, Barbara Domaradzka, Piotr Domaradzki, Katarzyna Dzida-Hamela, Joanna Napieralska, Jacek Hamela, Mirosław Makowski i Marcin Jachyra. Nagrodą dla laureata jest 12 tysięcy złotych.

## Laureaci nagrody

### 1974–1979
- 1974: nie przyznawano
- 1975: Stanisław Piotrowski – Zaklęte rewiry
- 1976: nie przyznano
- 1977: Jerzy Blaszyński – Śmierć prezydenta
- 1978: Nikodem Wołk-Łaniewski – Hallo Szpicbródka, czyli ostatni występ króla kasiarzy
- 1979: Małgorzata Jaworska – Szpital Przemienienia

### 1980–1989
- 1980: Jerzy Blaszyński i Jan Czerwiński − Pałac
- 1981: Norbert Zbigniew Mędlewski − Głosy
- 1982: festiwal się nie odbył
- 1983: festiwal się nie odbył
- 1984: Jerzy Blaszyński – Akademia pana Kleksa
- 1985: Zygmunt Nowak – Kobieta w kapeluszu
- 1986: nie przyznano
- 1987: Wiesława Dembińska – Anioł w szafie
- 1988: Janusz Rosół – Niezwykła podróż Baltazara Kobera
- 1989: nie przyznano nagród regulaminowych

### 1990–1999
- 1990: Mariusz Kuczyński – Lawa
- 1991: Barbara Domaradzka – Diabły, diabły
- 1992: Mariusz Kuczyński, Urszula Ziarkiewicz i Krzysztof Jastrząb – Wszystko, co najważniejsze
- 1993: nagroda ex-aequo
  - Barbara Domaradzka – Pożegnanie z Marią
  - Jan Freda – Rozmowa z człowiekiem z szafy
- 1994: nie przyznano
- 1995: Wiesław Znyk – Pokuszenie
- 1996: Marek Wronko – Poznań 56
- 1997: Piotr Knop, Aleksander Gołębiowski i Mariusz Kuczyński – Bandyta
- 1998: Katarzyna Dzida-Hamela – U Pana Boga za piecem
- 1999: Jan Freda – Królowa aniołów

### 2000–2009
- 2000: Piotr Domaradzki – Ostatnia misja
- 2001: Francois Musy, Mariusz Kuczyński, Joanna Napieralska i Marek Wronko − Weiser
- 2002: Maria Chilarecka – Dzień świra
- 2003: Bertrand Come, Katarzyna Dzida-Hamela, Jacek Hamela i Herve Buirette – Pornografia
- 2004: Michał Żarnecki – Pręgi
- 2005: Barosz Putkiewicz – Jestem
- 2006: Piotr Domaradzki – Co słonko widziało
- 2007: Marcin Kasiński, Kacper Habisiak i Michał Pajdiak − Pora umierać
- 2008: Gerard Rousseau, Philippe Lauliac i Frederic De Ravignan − Cztery noce z Anną
- 2009: Mateusz Adamczyk − Wojna polsko-ruska

### Od 2010
- 2010: Wiesław Znyk i Joanna Napieralska − Różyczka
- 2011: nagroda ex-aequo
  - Bartosz Putkiewicz − Sala samobójców
  - Lech Majewski i Zbigniew Malecki − Młyn i krzyż
- 2012: Sebastian Włodarczyk i Piotr Witkowski − Droga na drugą stronę
- 2013: Jacek Hamela i Guillaume Le Braz − Imagine
- 2014: Bartosz Putkiewicz − Miasto 44
- 2015: Marcin Jachyra, Kacper Habisiak i Marcin Kasiński − Body/Ciało
- 2016: Marcin Kasiński i Kacper Habisiak – Na granicy
- 2017: Mirosław Makowski – Pomiędzy słowami
- 2018: Maciej Pawłowski i Mirosław Makowski – Zimna wojna
- 2019: Marcin Jachyra, Jarosław Czernichowski, Oliwier Synkowski i Marcin Lenarczyk – Interior